# Kanton Le Creusot-Est
Kanton Le Creusot-Est (francouzsky Canton du Creusot-Est) je francouzský kanton v departementu Saône-et-Loire v regionu Burgundsko. Tvoří ho čtyři obce.

## Obce kantonu
- Le Breuil
- Le Creusot (východní část)
- Saint-Firmin
- Saint-Sernin-du-Bois